# Perfil de equilibrio de un río

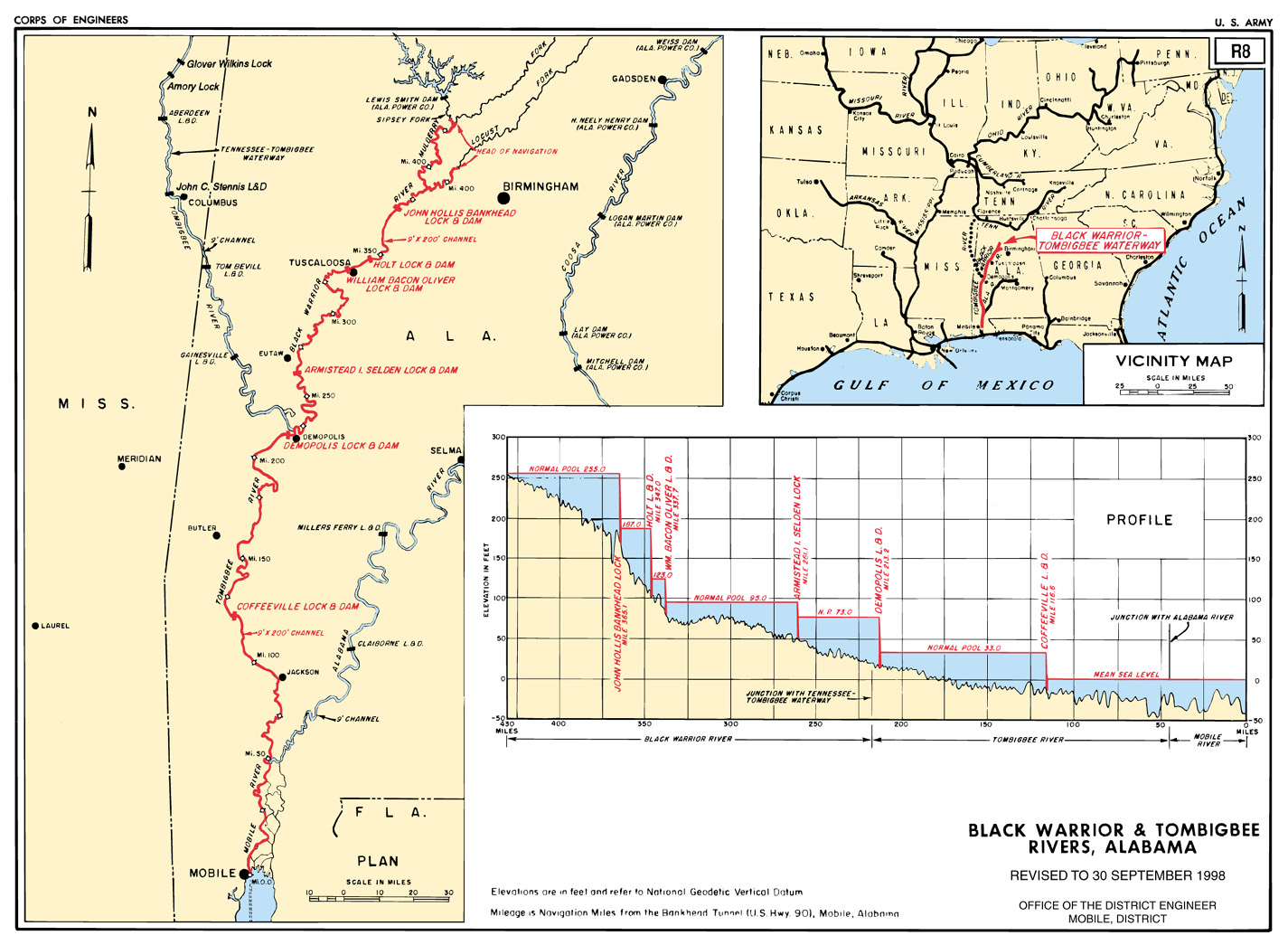
Perfil longitudinal de un río estadounidense

El perfil de equilibrio de un río es el estado estacionario (o estado de equilibrio dinámico) de un curso fluvial, en el que el perfil longitudinal de éste no cambia su forma en el tiempo. Los perfiles longitudinales de equilibrio de los ríos tienen una forma cóncava, con mayor pendiente en la parte alta del río y más suave en la baja. El punto final, el más bajo, se denomina nivel de base. El perfil de equilibrio se entiende como un equilibrio entre la capacidad erosiva del río sobre su cauce y la resistencia al rozamiento entre el agua y el sustrato. Los factores que condicionan este perfil son la capacidad de erosión y transporte de sedimentos de la corriente de agua, que estarán en función de su caudal. A mayor caudal el río necesita menos pendiente para erosionar y transportar, y como aguas abajo el cauce de un río suele ser más ancho y profundo (aumenta el caudal) y disminuye el tamaño del sedimento transportado, la pendiente es cada vez menor. Cuando el río alcanza su perfil de equilibrio solo puede vencer el rozamiento y deja de tener capacidad erosiva. Si no hay factores que alteren el relieve de la cuenca hidrográfica o el nivel de base, todo río tiene tendencia a alcanzar su perfil de equilibrio mediante procesos de erosión remontante o sedimentación en cada tramo que aun no lo haya alcanzado.
Los ríos pueden atravesar zonas con rocas muy resistentes a la erosión, barreras litológicas, que actúan como niveles de base secundarios, definiendo tramos en su perfil longitudinal, y retardan el que el río alcance su perfil de equilibrio.

## Modelado matemático
Para modelar un perfil de equilibrio, primero se debe contar con una ley de erosión.

### Ley de erosión
Es una expresión que da cuenta de la velocidad (m/año o cm/año) con que el río excava su lecho (promedio sobre todo el ancho del valle).
Una expresión típica para la tasa de erosión fluvia {\displaystyle E} es de la forma:

(Ley de erosión (1)){\displaystyle E=KQ^{m}S^{n}}

siendo:
- {\displaystyle Q}, el caudal del río,
- {\displaystyle S}, la pendiente (geografía) del canal, que debe ser medida a lo largo del thalweg (o vaguada), y
- {\displaystyle K}, un parámetro que modela la dureza del substrato, entre otras variables que controlan la erosión.

Se considera que {\displaystyle K} se mantiene constante en el tramo a considerar (litología uniforme bajo el lecho del río).
Notando que el caudal del río depende linealmente del área de drenaje {\displaystyle A} y de la tasa de precipitaciones (tomada como constante en toda la cuenca hidrográfica), la ley de erosión queda:

(Ley de erosión (2) ){\displaystyle E=K'A^{m}S^{n}}

### Equilibrio dinámico
En un estado estacionario (steady state) o de equilibrio dinámico, la tasa de alzamiento de la región {\displaystyle U} es igual a la tasa de erosión fluvial {\displaystyle E}:

(1){\displaystyle E=U\Leftrightarrow U=K'A^{m}S^{n}\Leftrightarrow S=({\frac {U}{K}})^{1/n}A^{-m/n}=k_{S}A^{-\theta }}

con:
- {\displaystyle \theta \equiv {\frac {m}{n}}}, la convexidad (convexity), y
- {\displaystyle k_{S}\equiv \left({\frac {U}{K'}}\right)^{1/n}}, el índice de escarpe (steepness index).

### Ley de Hack
Es también necesario contar con una ley que relacione la distancia entre el punto más alto del río (su cabecera o nacimiento) y un cierto punto (distancia {\displaystyle L} y el área de drenaje del río en ese mismo punto (superficie {\displaystyle A}). Dicha ley, es la ley de Hack: 

{\displaystyle L\propto A^{h}}

 Donde {\displaystyle h} vale típicamente alrededor de 0,6.
Luego, invirtiendo la relación, resulta: 

(Ley de Hack){\displaystyle A=A_{0}({\frac {L}{L_{0}}})^{1/h}=A_{0}({\frac {x}{L_{0}}})^{1/h}}

### Ecuación para H(x)
Reemplazando la ley de Hack en la ecuación (1), resulta:

(2){\displaystyle S=-{\frac {dH}{dx}}=k_{S}A_{0}^{-\theta }({\frac {x}{L_{0}}})^{-{\frac {\theta }{h}}}\Rightarrow H(x)=H'-{\frac {k_{S}}{1-{\frac {\theta }{h}}}}L_{0}A_{0}^{-\theta }({\frac {x}{L_{0}}})^{1-{\frac {\theta }{h}}}}

donde:
- {\displaystyle H} es la altura del cauce a una distancia {\displaystyle x} del nacimiento del río.
- {\displaystyle L_{0}} es el largo total del río.

### Condiciones de borde
Siendo {\displaystyle H_{0}} la diferencia de cotas entre el nivel de base del río y su punto más alto (x=0),
y {\displaystyle h_{0}} la cota del río en su nivel de base, las condiciones de borde son:

(C.B. 1){\displaystyle H(x=0)=h_{0}+H_{0}}

(C.B. 2){\displaystyle H(x=L_{0})=h_{0}}

{\displaystyle \Rightarrow }

(C.B. 1'){\displaystyle H'=H_{0}+h_{0}}

(C.B. 2'){\displaystyle H_{0}={\frac {k_{S}}{1-{\frac {\theta }{h}}}}L_{0}A_{0}^{-\theta }}

Esta última expresión liga los parámetros introducidos hasta ahora: Es una relación necesaria para la consistencia interna del modelo.

### Perfil longitudinal normalizado
Luego, la expresión normalizada para el perfil de equilibrio (idealizado) de un río es:

(Perfil normalizado){\displaystyle {\frac {H(x)-h_{0}}{H_{0}}}=1-({\frac {x}{L_{0}}})^{1-{\frac {\theta }{h}}}}

## Comparación entre modelo y datos
Aquí se presenta una comparación gráfica entre el modelo y datos de un río real.
Gráfico de la expresión del perfil normalizado para distintos valores de {\displaystyle 1-{\frac {\theta }{h}}}:
Perfil de un río real (Halfway Creek, curso alto del río Misisipi):
Fuente: USGS 
Comparación directa:
Comparación directa (curso alto y medio del río):